# Мосцєєво
Мосцєєво (пол. Mościejewo) — село в Польщі, у гміні Квільч Мендзиходського повіту Великопольського воєводства.
Населення — 282 особи (2011).
У 1975-1998 роках село належало до Познанського воєводства.

## Демографія
Демографічна структура станом на 31 березня 2011 року:
|          | Загалом | Допрацездатний вік | Працездатний вік | Постпрацездатний вік |
| -------- | ------- | ------------------ | ---------------- | -------------------- |
| Чоловіки | 142     | 38                 | 96               | 8                    |
| Жінки    | 140     | 44                 | 79               | 17                   |
| Разом    | 282     | 82                 | 175              | 25                   |